# 能町口站
能町口站（日语：／ Noumachiguchi teiryūjō */?）是位於富山縣高岡市能町，萬葉線的電車站。由米島口停留場附近開始至此站專為專用軌道，然後從此站至中伏木停留場附近為共用軌道。

## 電車站構造
電車站是地面車站，設有2面1線的相對式月台。月台設有上蓋。

## 歷史
- 1951年4月1日：富山地方鐵道米島口至新湊（現時：六渡寺）之間開通，此站啟用。
- 1959年4月1日：轉讓路線給加越能鐵道。
- 2002年4月1日：轉讓路線給萬葉線[2]。
- 2024年9月28日：可使用ICOCA及全國通用IC卡付款[3]。

## 相鄰電車站
萬葉線
■萬葉線（高岡軌道線）
米島口－能町口－新吉久

## 外部連結
- 萬葉線能町口站上行 （页面存档备份，存于）及下行 （页面存档备份，存于）時間表（日語）